# 飯能市立名栗幼稚園
飯能市立名栗幼稚園（はんのうしりつなぐりようちえん）は、埼玉県飯能市上名栗にある公立幼稚園。旧名栗村立名栗幼稚園。

## 概要
埼玉県飯能市上名栗2951（旧名栗村）に位置し、市内にある幼稚園の中では唯一の公立幼稚園。村民の要望により開園した。

## 沿革

### 経緯
1967年3月7日、住民が名栗村議会に対して公立幼稚園または保育所の設置を請願したが、議会改選期で審議終了となった。同年8月から名栗村立名栗小学校（現飯能市立名栗小学校）内で幼児教育が実施され、9月に再度村議会に対して村立幼稚園設置の請願がなされた。その結果、1968年6月1日に名栗幼稚園が名栗小学校内に併設開園され、1年保育5歳児57名が入園した。1969年4月1日、名栗村立名栗幼稚園として公立幼稚園となった。『名栗の歴史』によれば同年6月10日に園舎を起工、9月4日に竣工式が行われた。『学校要覧』によれば6月1日、飯能市公式ホームページによれば9月1日に園舎が完成、落成式が行われた。
1977年から2年保育を実施、1997年からは3歳児保育を開始し、3歳児23名が入園した。1998年5月、老朽化と園舎拡張の必要性から園舎の新築工事を起工。村営山の家に引っ越し、仮園舎での保育を開始した。1999年2月1日に新園舎が落成し、2月4日に落成式が行われた。2005年1月1日、飯能市と名栗村の合併に伴い飯能市立名栗幼稚園に改称した。

### 年表
- 1968年6月1日 - 名栗幼稚園が名栗小学校内に併設開園される。同年園舎が完成、落成式を挙行する[3]。
- 1969年4月1日 - 名栗村立名栗幼稚園として公立幼稚園となる[3]。
- 1977年4月1日 - 2年保育を実施する[3]。
- 1978年8月29日 - 遊戯室が完成する[3]。
- 1980年5月1日 - 通園バスを購入する。下名栗、上名栗2コースで運行を開始する[3]。
- 1984年4月1日 - 幼稚園管理条例の改定により、村外の幼児も入園できるようになる[3]。
- 1991年4月27日 - 園庭拡張整備工事終了[3]。
- 1993年6月4日 - 3歳児保育試行開始[3]。
- 1996-1997年 - 文部省「戸外で活動するための園具、遊具等の具体的活用について」実践的調査研究の委嘱を受ける[3]。
- 1997年6月1日 - 3歳児保育を開始する[3]。
- 1998年5月1日 -　園舎改築工事のため村営山の家に引っ越し、仮園舎での保育を開始する[3]。
- 1999年2月1日 - 新園舎が落成し保育を開始する[3]。
- 1999年2月4日 - 新園舎落成式を挙行する[3]。
- 2005年1月1日 - 飯能市と名栗村の合併に伴い飯能市立名栗幼稚園に改称する[3]。
- 2009年11月27日 - 埼玉県視聴覚放送研究団体連絡協議会委嘱・研究発表[3]。
- 2016年4月1日 - 「子ども・子育て支援新制度」の適用を受ける施設として移行[4]。

## 教育目標
- 心身ともにたくましく、豊かな心をもち主体的に生活する幼児を育成する
  - いっぱいあそぶ元気な子
  - 友達だいすきやさしい子
  - よく見て考えやりぬく子[6]

## 園舎
- 構造 - 木造平屋建て　フッ素銅板葺き
- 敷地面積 - 2,549平方メートル
- 建築面積 - 682平方メートル
- 延床面積 - 655平方メートル[4]

## 学級
- もも（年少・3歳児） - 8名
- ゆり（年中・4歳児） - 12名
- すみれ（年長・5歳児） - 10名

合計30名（2016年5月1日現在）